# 鋼の錬金術師 ドリームカーニバル
『鋼の錬金術師 ドリームカーニバル』（はがねのれんきんじゅつし ドリームカーニバル）は、2004年8月26日にPlayStation 2で発売されたゲームソフトである。

## ゲームシステム
2対2で対戦し、倒した方が勝利となる。専用ストーリーも用意されている。